# ナブッコ・パイプライン
ナブッコ・パイプライン（別名:トルコ・オーストリア・ガス・パイプライン、トルコ語:Nabucco Doğalgaz Boru Hattı、ブルガリア語:Турско-австрийски газопровод、ルーマニア語:Nabucco Gazoduct、ハンガリー語:Nabucco Gázvezeték、ドイツ語:Nabucco-Pipeline）は、カスピ海地域の天然ガスをトルコを起点としてヨーロッパへ輸送するという、中止されたパイプライン計画。年間310億 m3の天然ガスを、トルコのエルズルムからオーストリアのバウムガルテン・アン・デア・マルヒ (Baumgarten an der March) までのルートで輸送する計画であり、ガスの供給元及びルートからもロシアが外されているが、これは欧州のエネルギー安全保障の観点からロシアのエネルギーへの過度の依存を避けるためであり、ロシアが主導する露ガスプロム社と伊Eni社のサウス・ストリームパイプライン計画のライバルプロジェクトと目されている。一方で、2010年時点で可能性のある供給元として、イラク、アゼルバイジャン、トルクメニスタンの他エジプトなどが候補に挙げられているものの十分な供給量をまかなえず、ガス供給源の確保が大きな課題になっている。
ナブッコ・パイプラインの建設計画は2002年に始まり、2009年7月13日には、トルコ、ルーマニア、ブルガリア、ハンガリー、オーストリアの5カ国間で合意書に署名がなされた。この5カ国にドイツを加えた6カ国のコンソーシアム（共同事業体）である「ナブッコ・ガス・パイプライン・インターナショナル GmbH」が開発事業者である。
2013年のパイプライン建設着工、2017年の完成が計画されているが、2011年9月にBPがルートが似通った「南東欧州パイプライン (South East Europe Pipeline) 」を提案するなど、ナブッコ・パイプライン建設が予定通り実現するかは不透明な状況である。
最終的にナブッコ・パイプライン計画は中止され、その代わりにアナトリア横断パイプライン（TANAP）が2018年に開通し、カスピ海の天然ガスをトルコへ、さらに東欧およびイタリア半島（アドリア海横断パイプライン、TAP）へと送っている。ロシアのサウスストリームも中止され、終点をトルコに変えたトルコストリーム（TurkStream）が2017年に着工、2020年に開通し、ロシアのガスをトルコへ、さらに東欧へと送り始めている。

## 開発動機
ナブッコ・パイプラインは、欧州連合とアメリカ合衆国の主導で開発が進められてきた。欧州横断エネルギーネットワーク構想（英語: Trans-European Networks - Energy, TEN - E）において、ナブッコ・パイプラインは重要戦略に位置づけられている。プロジェクトの目的はカスピ海地域および中東地域の天然ガスをEU諸国に供給することである。これは、エネルギーの供給元を多様化し、ヨーロッパへの天然ガスの最大の供給者であったロシアへの依存度を軽減させる意図によるものである。2006年のロシア・ウクライナガス紛争はこうした供給元の多角化を目指す要因のひとつとなった。また、欧州委員会の報告によると欧州におけるガス消費量は2005年の年間5020億立方メートルから2030年には年間8150億立方メートルへと増加することが予期されており、これは将来ロシア一国では欧州のガス需要を満たしきれない事を意味する。
国際エネルギー機関事務局長（当時）の田中伸男は、ナブッコ・パイプライン計画はガスの供給元を増やすことになり、ヨーロッパのエネルギー安全保障の観点からはサウス・ストリームよりもより効果的であると述べている。

## 沿革
2002年2月、オーストリアのOMV社とトルコ国営ガス会社ボタッシュ (BOTAŞ) との間で欧州-トルコ間を結ぶ天然ガスパイプライン建設について最初の話し合いがもたれた。2002年6月、オーストリアのOMV、ハンガリーのMOLグループ、ブルガリアのブルガルガス、ルーマニアのトランスガス、トルコのボタッシュの計5社が、ナブッコ・パイプライン建設意思確認書に署名し、2002年10月にはこの確認書をもとに各社間で契約書が交わされた。また、この5社会合後、関係者らがウィーン国立歌劇場でジュゼッペ・ヴェルディ作の著名なオペラ『ナブッコ』を鑑賞したことから、このパイプライン計画は「ナブッコ」と名付けられた。なお「ナブッコ」とはバビロン捕囚などで知られる新バビロニアの王ネブカドネザル2世のイタリア語読み「ナブコドノゾール」（Nabucodonosor）に由来する。
2003年12月、欧州委員会は市場調査、技術・経済効果・財務調査など、計画の実現可能性調査のための費用概算額のうち50%を出資することを決定した。
2005年6月28日、ナブッコ・パートナー企業の5社で合弁会社を設立することが合意され、2006年6月26日、ウィーンでナブッコパイプライン建設についての共同声明が発表された。2007年9月12日、欧州委員会はヨジアス・ファン・アールツェン (Jozias van Aartsen) 元オランダ外務大臣をナブッコ・プロジェクトのコーディネーターに指名。2008年2月にはドイツのRWEもナブッコ・ガス・パイプライン・インターナショナル社の株主となった。
2008年6月11日、アゼルバイジャンは、ナブッコ・パイプラインを通してブルガリアにガスを供給・販売することを取り決めた契約書に署名した。アゼルバイジャン大統領イルハム・アリエフは、2009年1月29日にアゼルバイジャンがパイプラインへのガス供給のためガス生産を 5年の間、少なくとも倍増する計画であることを認めた。2009年4月12日、トルコのエネルギー・天然資源相ヒルミ・ギュレル (Hilmi Guler) は、ナブッコを通過するガスのうち15%はトルコが利用できるとする契約書に署名する用意があることを正式に表明している。
2009年1月27日、ブダペストでナブッコ・サミットが開催された。2009年4月24日・25日には、ブルガリアのソフィアで開催されたエネルギーサミットで、ナブッコは他のエネルギー問題と共に議題にのぼり、また2009年5月8日にはプラハでは南回廊ガス (Southern Gas Corridor) サミットでも議題に取り上げられた。
2009年7月13日、トルコ・アンカラにトルコ、ルーマニア、ブルガリア、ハンガリー、オーストリアの5カ国の首脳が集まり、ナブッコ・パイプライン建設についての5カ国政府間合意書に署名がなされた。この調印式にEUからはジョゼ・マヌエル・ドゥラン・バローゾ欧州委員会委員長とアンドリス・ピエバルグス (Andris Piebalgs)  欧州委員会エネルギー担当委員が、アメリカからは欧州エネルギー問題担当特使のリチャード・モーニングスターとアメリカ合衆国上院外交委員会ディック・ルーガー (Richard Lugar) 上院議員が出席した。この政府間合意について、ハンガリーは2009年10月20日に批准し、ブルガリアは2010年2月3日に、ルーマニアは2010年2月16日にそれぞれ批准し、最後はトルコが2010年3月4日に批准した。

## ルート
ナブッコパイプラインは、トルコの首都アンカラ南部のAhibozを起点とし、ブルガリア、ルーマニア、ハンガリーを経由してオーストリア・ウィーン東部のバウムガルテン・アン・デア・マルヒまで、全長3,893kmにおよぶ長大なパイプラインである。Ahibozでは、北方向にグルジアへと繋がる南コーカサス・パイプライン (South Caucasus Pipeline) 、および南西方向にイラクへと繋がるパイプライン（未完成）の二つのパイプライン支線へと連結される予定であり、またイラン・トルコ間を結ぶタブリーズ・アンカラ・パイプラインからのガス供給も予定されている。
パイプライン全体の内、トルコ通過分は2730km、ブルガリアは412km、ルーマニアは469km、ハンガリー384km、オーストリアは47kmである。
ブルガリア国内では、既存のパイプラインと76km並走した後、ヤンボル州のLozenets村にあるガス圧縮基地でブルガリア国営ガス網に接続される。その後、パイプラインはバルカン山脈を横断して北西方面に116.3km 進み、国営ガス網環状ライン北部辺りで既存の東西パイプラインに並走して西に133km、そこから北西に86.5km のドナウ川右岸の都市オリャホヴォにまで至る。ナブッコ・パイプラインとブルガリア国内用パイプラインは、2か所のピグ送出・回収基地・圧縮基地で相互に接続される計画である。
パイプラインはドナウ川の地下を通る形でルーマニア国内へと進み、同国内南西部から北西部へと国境沿いに敷設される予定である。南西部の出発点はドナウ川上流の河港ベケト港 (Port of Bechet) であり、ドルジュ県、メヘディンチ県、カラシュ＝セヴェリン県、ティミシュ県、アラド県を通過した後、北西の終着点ナドラク (Nădlac) に至る。このとき計11の保護区域、2つ国立公園、3つ自然保護区、57の水路を通ることになる。ルーマニアでのパイプライン全長は469kmに及ぶ。
ポーランドでは、同国の国営ガス会社 PGNiG社がナブッコ・パイプラインからポーランド国内向け支線建設の可能性について調査している。

## 技術的特徴
パイプラインが完成してから数年の間のガス輸送量は、年間45億から130億m3を予定しており、2020年ごろには供給量が年間310億 m3に達する計画である。このうち160億 m3がオーストリア・バウムガルテンにまで輸送される。パイプラインの直径は1,400 mmになる。
なおEU圏内においては、パイプラインに対して関税をはじめとする各種規制が稼働後25年間は適用されないことになっている

## 建設
ナブッコ計画は欧州横断エネルギーネットワーク構想の一部であり、パイプライン建設の実現可能性調査にはEUから支援金が拠出されている。
パイプラインの基本設計業務（Front end engineering and design、FEED）のほか、パイプライン建設請負会社や地元の工事請負業者の監督、技術面での可能性調査、ルート確認作業、設計ベースでの各準備、水力学的調査、監視制御システム(SCADA)および通信システム全体の整備は、英Penspen社が行う。
ナブッコ・ガス・パイプライン・インターナショナル社の最高経営責任者、ラインハルト・ミチェク (Reinhard Mitschek) によると、パイプラインは2013年に着工、2017年までの操業開始を予定している。

## 資金調達
パイプライン建設費用は当初70億ユーロと見積られていたが、2011年に総額120億から150億ユーロへと修正された。総工費のうちプロジェクトのパートナー企業が30%を負担するが、残り70%は出資者未定であり、プロジェクトは何らかの金融商品等によって資金を調達する必要がある。出資者は2012年までに決定されることになっている。なお欧州委員会は建設可能性調査費用の50%を負担し、欧州経済復興計画から20億ユーロを拠出することを決定している。他者からの出資を受ける為には、この決断は2010年末までに下される必要があった。
2009年1月27日にブダペストで開催されたナブッコ・サミットにおいて、欧州投資銀行（EIB）と欧州復興開発銀行（EBRD）の両総裁は、ナブッコ・プロジェクトを支援する用意があると発言している。2010年2月5日、欧州投資銀行副総裁のマティアス・コーラッツ＝アーネン(Mathias Kollatz-Ahnen)は、ナブッコ・コンソーシアムは建設費の20－25%にあたる20億ユーロの借り入れを銀行側に求めており、欧州投資銀行は支援の用意はあるものの、当事国が自国のパイプライン通過を法的に認可していることが前提条件となると述べている。
2010年9月、ナブッコ・コンソーシアムは、欧州投資銀行・欧州復興開発銀行・国際金融公社（IFC）との契約に署名した。この契約は、銀行側がデュー・デリジェンス（ (due diligence) 、投資家が投資対象の適格性を把握するために行う調査活動）を行った上で総額40億ユーロを投資するものであり、40億の内訳は欧州投資銀行が20億ユーロ、欧州復興開発銀行が12億ユーロ、国際金融公社が8億ユーロとなっている。

## 供給源
ナブッコ・パイプラインへのガス供給源としてはイラク、アゼルバイジャンなどが報じられているが、この他トルクメニスタンも供給元となる可能性がある。最初期段階ではイラクが100億 m3を供給する予定であり、延長工事が予定されているアラブ・ガス・パイプライン (Arab Gas Pipeline) を使用してEkasガス田からガスが供給されることになっている。ハンガリーのMOLは、イラクのクルディスタン地域にあるチャムチャマル (Chamchamal) ガス田およびKhor Morガス田に権益をもつPearl Petroleum社株式の10%を取得した。イラク石油省次官アフメット・シャンマ (Ahmed al-Shamma) は、「イラクのガスは必ずしもナブッコに供給される必要はない。なぜなら、イラクのガスがトルコまで運ばれた後、輸送容量のある他のプロジェクトに回すこともできるからだ。欧州へのガス輸出は新たなガス田が発見してからで、現状では安定的なガス供給を確保するのに不十分である」と述べている。
アゼルバイジャンでは、シャフ・デニズガス田 (Shah Deniz gas field) の第2ステージが2016年に操業開始の予定であり、更なる拡張によって同ガス田からナブッコに年間80億 m3のガスが供給される契約となっている。トルクメニスタンは年間100億m3の供給が可能とされている。ガスはイランを経由して、或いは建設計画中のカスピ海横断パイプラインによってカスピ海を経由して供給される可能性もある。これについてOMVと独RWEは合弁企業カスピアン・エナジー社（Caspian Energy Company）を設立し、カスピ海を横断するパイプライン建設のための調査を行っている。建設計画中のカスピ海横断パイプラインを通してカスピ海北部地域のガスが供給可能となれば、長期的視野ではカザフスタンも供給源の候補となる。
エジプトもアラブ・ガスパイプラインを利用して30から50億 m3のガスを供給することが可能であり、トルコの首相レジェップ・タイイップ・エルドアンは、ナブッコパイプラインを使って欧州にガスを輸出するようエジプト側に要請した。
イランはトルコを後ろ盾としてナブッコにガスを供給することを申し出たが、EUとアメリカが政治的な理由によりこれを拒否している。ブルー・ストリーム (Blue Stream) パイプラインを通じてロシアの天然ガスをナブッコに供給する案もある。

## プロジェクト事業者
ナブッコ・パイプラインのプロジェクト事業者はナブッコ・ガス・パイプライン・インターナショナル社 (Nabucco Gas Pipeline International GmbH) であり、ラインハルト・ミチェク (Reinhard Mitschek) が最高経営責任者を務める。以下の6社が各々16.67%の株式を保有する。
- OMV（オーストリア）
- MOL（ハンガリー）
- トランスガス（ルーマニア）
- ブルガルガス（ブルガリア）
- ボタッシュ（トルコ）
- RWE（ドイツ）[12][13][14]

この他、フランスのエンジーがプロジェクトへの参加を申請している。これについて、ナブッコの株主でもあるドイツRWEは「フランスへのドアは開けたままだ」と歓迎する意向を示した。またOMV社もエンジーを受け入れることに前向きである。だが、エンジーは後にプロジェクトが「非常に複雑で、通過国が多い」ことで投資意欲が減衰しているとの報道もある。
これとは別に、ポーランドのガス会社PGNiGとアゼルバイジャン国営石油会社（SOCAR）もプロジェクトへ参加への興味を示している。また、カザフスタンもプロジェクトに参加する用意があることを表明した。

## 代替プロジェクト
2006年、ロシア・ガスプロム社は、ナブッコ・パイプラインに対抗して、2005年に既に正式稼働しているブルー・ストリーム (Blue Stream) パイプライン（ロシア・黒海・トルコ間パイプライン）の追加工事として、トルコからブルガリアとセルビアを通過してハンガリーまでブルー・ストリームを延長する案を示した。また、2007年にはブルガリア、セルビア、ハンガリー、スロヴェニアを経由してオーストリアとイタリアへと天然ガスを輸送するサウス・ストリーム計画が提案された。このサウス・ストリームは、ナブッコ・パイプラインのライバル・プロジェクトとみなされている。2010年3月10日、サウス・ストリームのパートナーであるイタリア・Eni社のパオロ・スカローニCEOは、「投資額と運営コストを減らし、収入を増やすため」ナブッコとサウスストリームをナブッコとサウス・ストリームを統合する案を表明した。だがロシアのセルゲイ・シマトコエネルギー相は「サウスストリームはナブッコより競争力がある」、「ナブッコとサウス・ストリームは競争関係になり得ない」として、スカローニの案を取り下げた。またオーストリアのOMV社も、プロジェクトを統合について現在も継続している議論はないとしている。
一方ウクライナは、グルジアとウクライナのガス網を接続させる「ホワイト・ストリーム (White Stream) 」計画を立ち上げた。この他、アドリア海横断パイプライン (Trans Adriatic Pipeline) とギリシャ・イタリアパイプラインもナブッコの競合プロジェクトとみなされている。欧州コーディネーターのヨジアス・ファン・アールツェンによると、これら5つのパイプラインは、アゼルバイジャンのシャフ・デニズガス田へのアクセスを巡って互いに競合関係にあるとし、トルコ・エネルギー相タネル・ユルドゥズ (Taner Yıldız) は、トルコとしてはナブッコとトルコ・ギリシャ・イタリア（TGI）パイプラインを一体化する案を支持していると述べている。
こうした各パイプライン計画とは別に、液化天然ガス（LNG）もナブッコ・パイプラインの（ナブッコのみならずパイプライン全体の）競合相手である。アゼルバイジャン、グルジア、ルーマニア、ハンガリーは2010年9月にAGRI (Azerbaijan–Georgia–Romania Interconnector) を設立した。これはアゼルバイジャンのガスをLNGの形で欧州向けに輸出するプロジェクトである。中東やアフリカの天然ガス産出国からLNGを調達できるようになったことも、パイプラインの経済性が問われる要因のひとつとなっている。

## 指摘されている問題点

### 政治的・経済的問題
ナブッコ・パイプラインのガス供給先は、欧州南東部・中央部の一部の国に限られており、採算が取れるのに必要な量のガスが供給される見通しがないことから、非経済的なプロジェクトであると批判されている。2010年1月現在、供給源に名乗りをあげているのはアゼルバイジャンだけであるが、カスピ海にある同国シャフ・デニズガス田 (Shah Deniz gas field) の生産量は年間80億m3に過ぎず、しかもロシアが既に70億m3分を購入済みである（ナブッコ計画のガス供給総量は310億m3）。こうした中、イランのマヌーチェフル・モッタキー外相は、「ナブッコ・パイプライン計画にイランが参加しないということは、要するにナブッコはガス無しのパイプラインになるということにほかならない。」と述べており、ロシアのプーチン首相も同様の発言をしている。ロシア連邦議会国家院（下院）エネルギー委員会のイヴァン・グラチェフ副委員長は、ナブッコ・プロジェクトの実現性に疑問を投げかけ、同プロジェクトはロシアにプレッシャーをかけるのが目的のプロジェクトであるとの見解を示している。こうした中、ロシアとアゼルバイジャン・トルクメニスタン両国は2010年以降のガス売買契約を結んでおり、これはロシアがナブッコに供給される可能性のあるガスを押さえるためとの見方もある。なおアゼルバイジャン側は、ガスは商業的にもっとも魅力あるルートだけに供給されるとの考えを繰り返し表明している。中央アジア・中国パイプライン (Central Asia – China gas pipeline) の開通およびサウス・ストリーム建設の合意が為されたときが、ナブッコ・プロジェクトの終焉を意味するとの見解もある 。
一方で、ドイツのRWE社は、ナブッコ・パイプラインはサウス・ストリームやその他のパイプラインと比較しても輸送料金が安価であると主張している。RWEの試算によると、シャフ・デニズガス田から欧州までの輸送料は、ナブッコで1立方メートル当たり77ユーロのところサウス・ストリーム106ユーロである。（注：この試算はナブッコ・パイプラインの建設費用が、計画当初の80億ユーロから2011年に120億-150億ユーロに引き上げられる前のものである。）

### トルクメニスタンの人権侵害問題
国際NGO「フリーダム・ハウス (Freedom House) 」は、トルクメニスタンを「世界で最も自由度の低い国」のひとつにランク付けしている。ガス利益の透明性を確保する枠組みができておらず、基本的人権や市民権の侵害が疑われる国が参加するパイプライン建設プロジェクトに、EUや他の国際的な金融機関が出資することを批判する国際的NGOもある。
これらのNGOの主張するところでは、トルクメニスタンがプロジェクトに参加し欧州がトルクメニスタンからガスを購入するようになると、人権侵害の監視など同国政府に対する欧州側の圧力が弱まり、ガスの販売で財政も潤ってしまうことから、トルクメニスタンが世界で最も弾圧的な国であり続けることになってしまうことが危惧される。

### 化石燃料問題
欧州投資銀行と欧州復興開発銀行が化石燃料開発プロジェクトへ投資することは、2007年に欧州議会で可決された「化石燃料プロジェクトに関する、輸出信用機関（ (Export credit agency) 、ECA）および政策金融機関への公的支援中止」決議に反するものであるとして、両行を批判するNGOもある。
またこれら公的金融機関が、トルクメニスタンの人権・市民権侵害問題を軽く見るような判断を示したことに対して不満の声をあげるNGOもある。

### 安全保障問題
ナブッコ・パイプラインはトルコ南東部を通過するが、同地域では近年、クルディスタン労働者党がBTCパイプラインおよびイラン・トルコパイプラインを爆破しなければならないと宣言しており、パイプラインの安全面を懸念する向きもある。またアゼルバイジャンおよびトルクメニスタンからのガスパイプラインは南コーカサス地方を通過するがこの地域も政情が不安定である。